# Frank Charles Moore
Frank Charles Moore (* 23. März 1896 in Toronto, Ontario, Kanada; † 23. April 1978 in Crystal River, Citrus County, Florida) war ein US-amerikanischer Politiker.

## Werdegang
Frank Charles Moore nahm in den Jahren 1938 und 1967 als Delegierter an den verfassungsgebende Versammlungen von New York teil. Ferner war er zwischen 1943 und 1950 als New York State Comptroller tätig. Bei den Gouverneurswahlen von 1950 wurde er zum Vizegouverneur von New York gewählt. Am 29. September 1953 trat er von diesem Posten zurück, um die Ernennung zum Präsidenten der Nelson Rockefeller Government Affairs Foundation anzutreten.
Er wurde auf dem Elmlawn Cemetery in Kenmore (New York) beigesetzt.